# 성포항
성포항은 경상남도 거제시 사등면 성포리에 있는 어항이다. 1972년 2월 23일 지방어항으로 지정하여 관리하고 있다. 시설관리자는 거제시장이다.

## 어항 연혁
- 성포마을은 본래 내사리에 속하는 북쪽 갯가에 선창의 포구가 있었는데 부산과 마산 통영의 항로가 발전되어 항구마을이 형성되었으며 사등성과 포고의 뜻으로 성포라 하였고 1936년 사등면사무소를 지석리에서 옮겼다.

## 어항 시설
- 방파제 184m, 물양장 50m

## 주요 어종
- 도다리, 광어

## 풍경

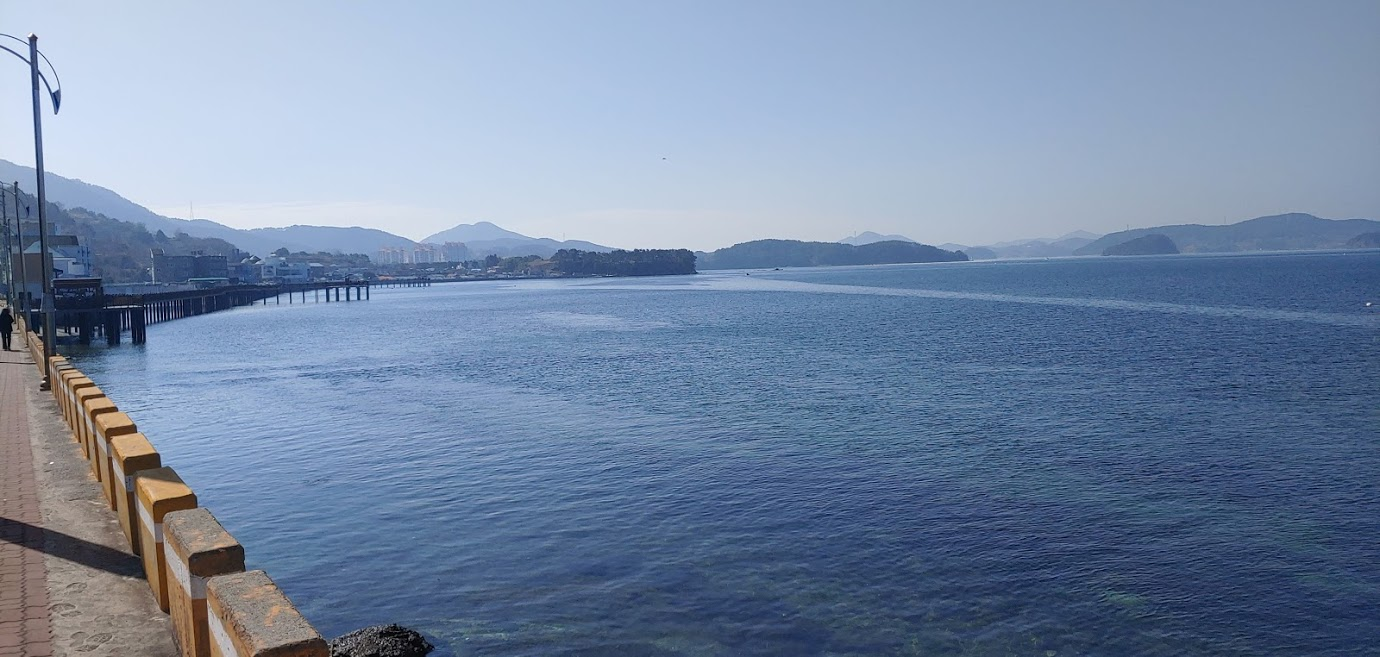
성포항 성포로
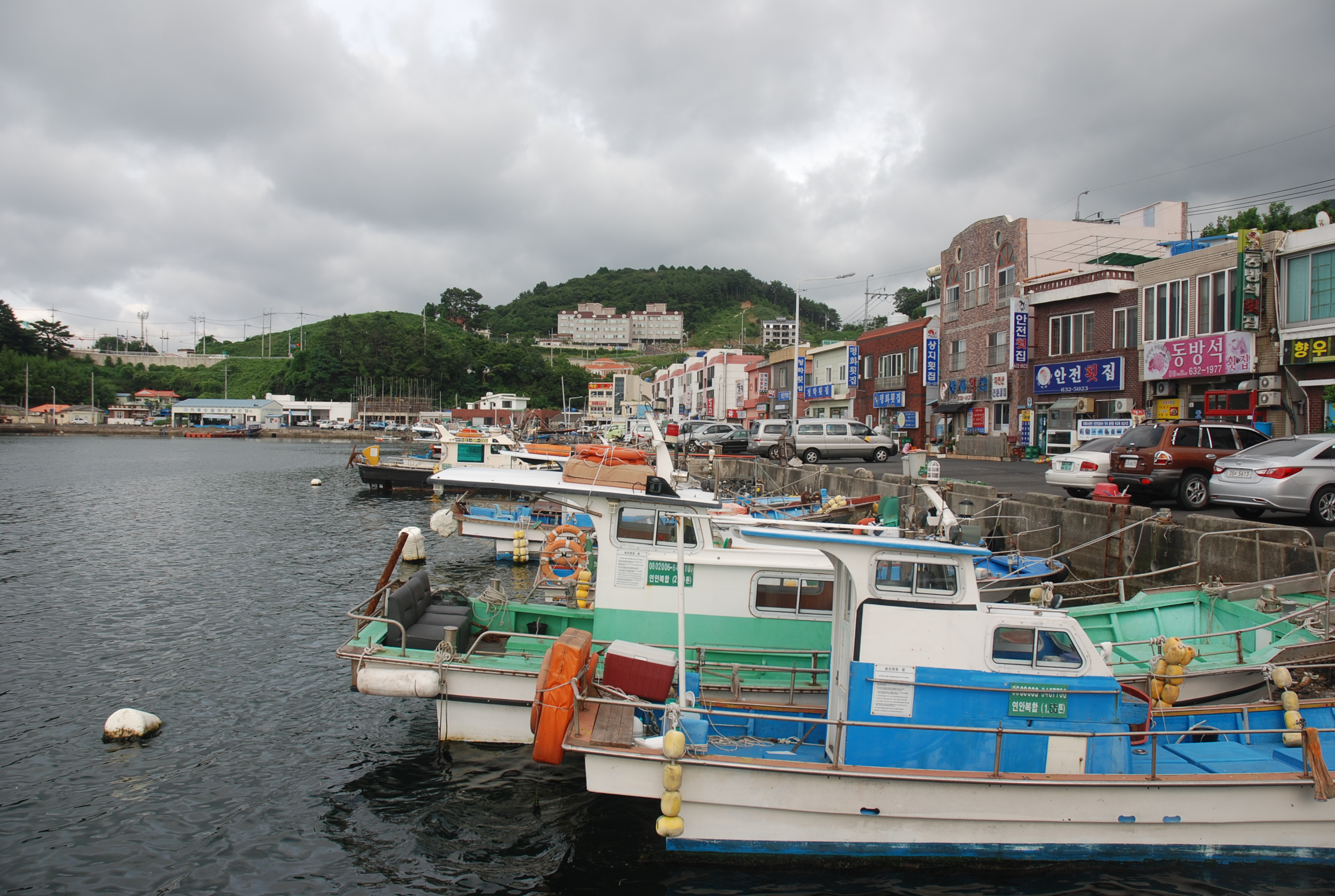
성포항
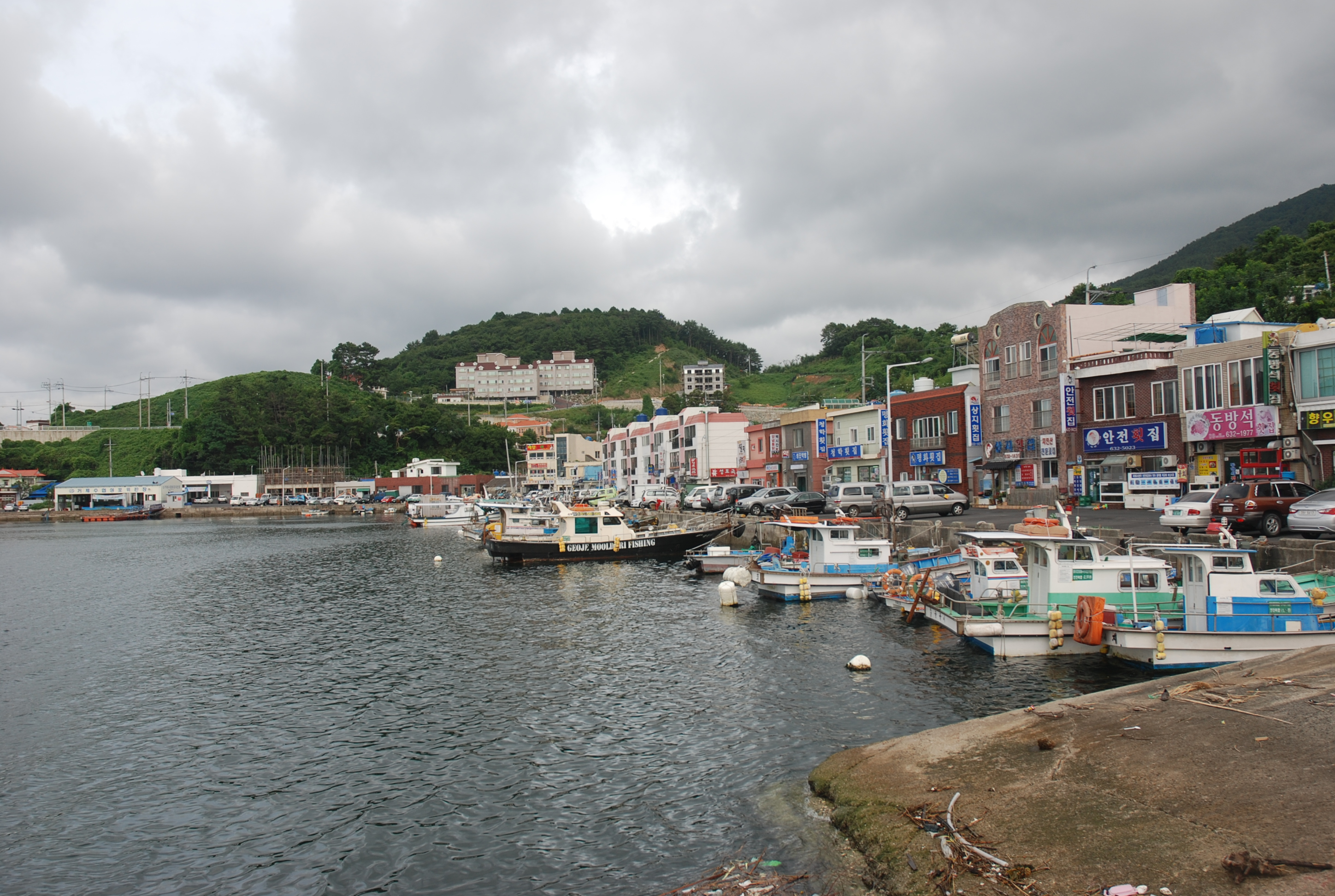
성포항
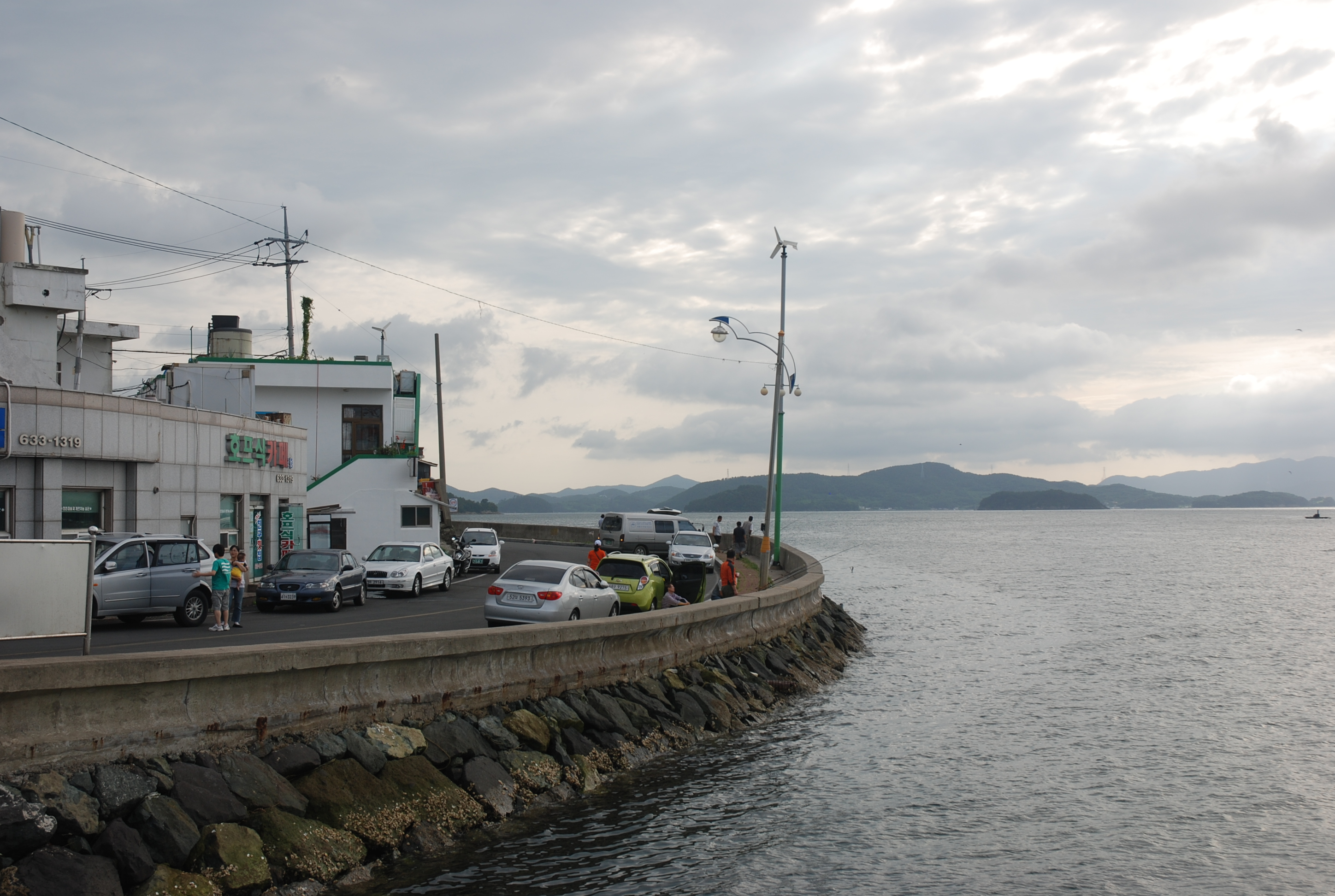
성포마을
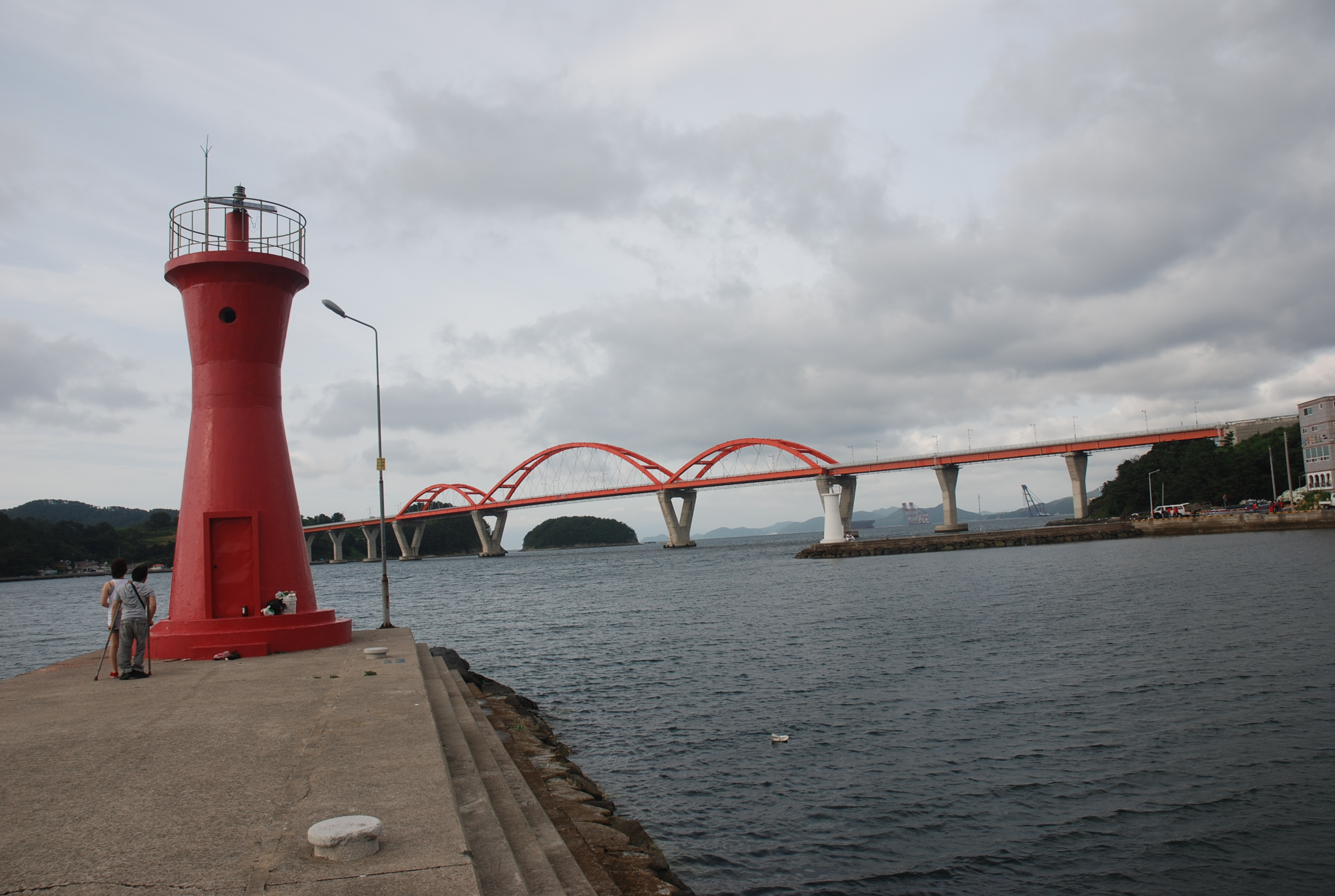
성포마을 방파제와 등대
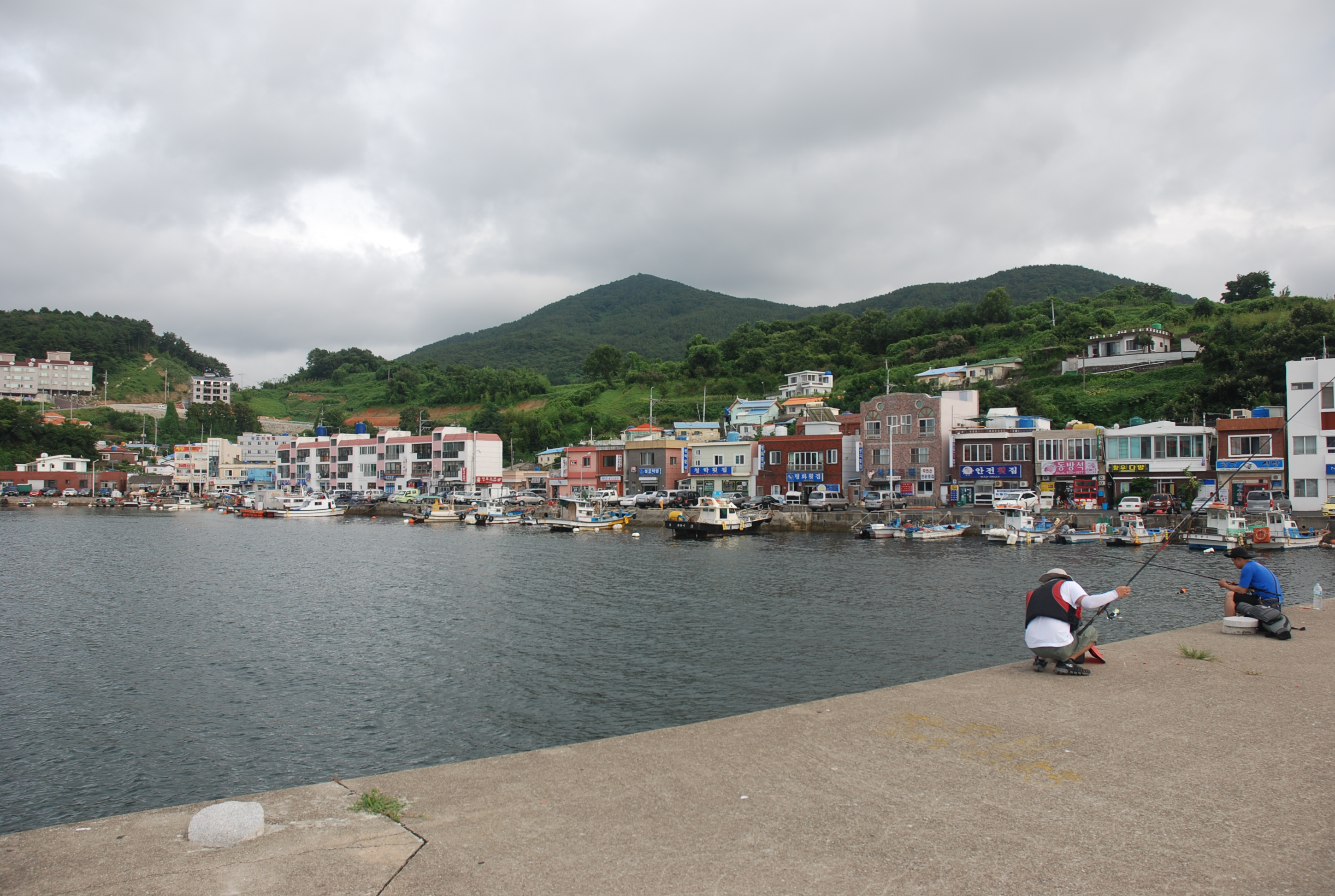
성포마을 방파제
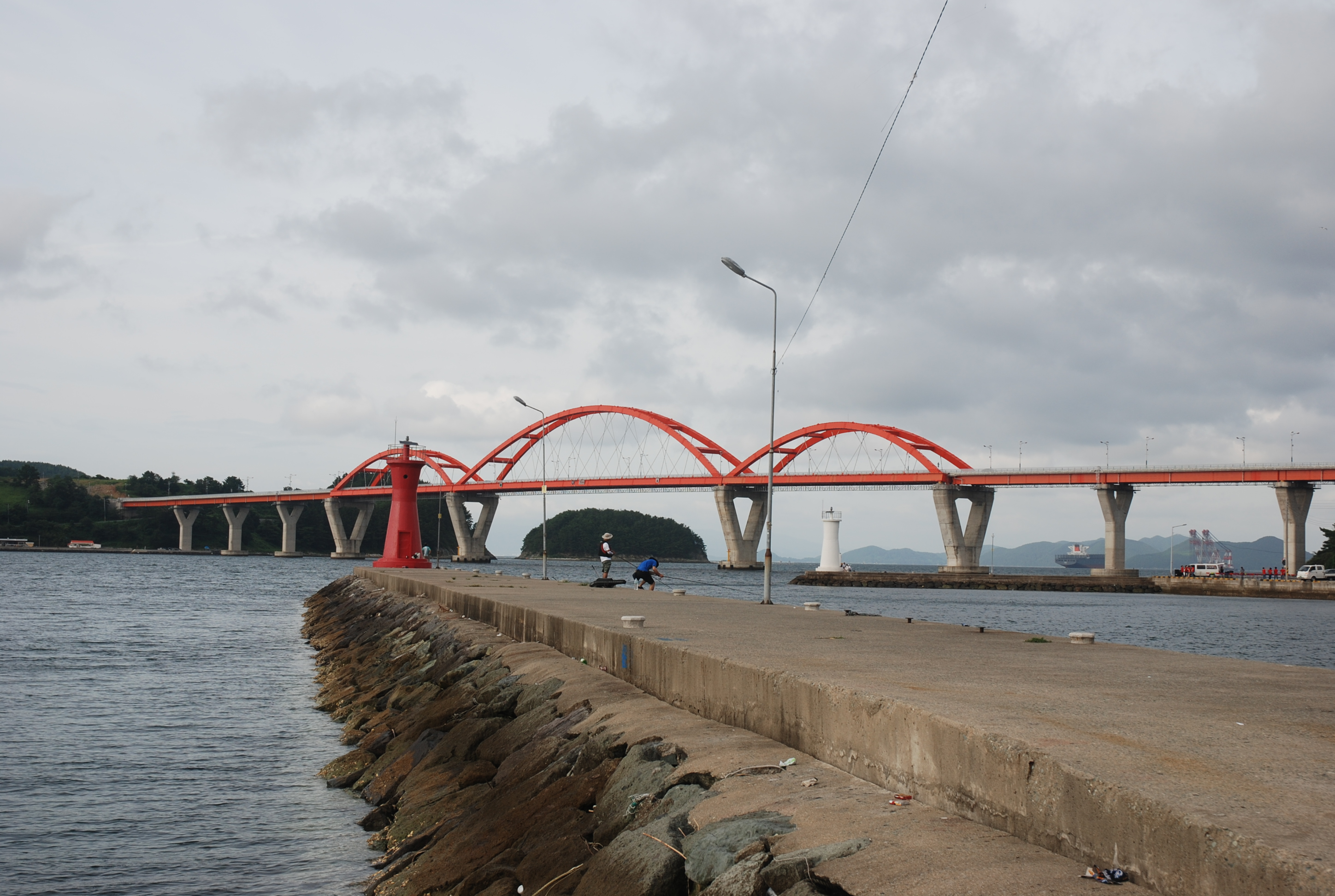
성포마을 방파제에서 본 가조연륙교